# Lilly Keller
Lilly Keller, auch Lilly Keller-Grieb (* 19. Februar 1929 in Muri bei Bern; † 2. Januar 2018 in Thusis), war eine Schweizer Künstlerin.

## Leben
Lilly Keller wuchs als eines von vier Geschwistern in gutbürgerlichen Verhältnissen in Muri auf und besuchte erst eine Privatschule, später die Töchterschule und dann ein Lehrerinnenseminar. Heimlich bewarb sie sich 1949 an der Kunstgewerbeschule Zürich für ein Grafik-Studium und wurde von Johannes Itten aufgenommen. Drei Jahre später brach sie die Ausbildung ab und arbeitete fortan als freie Künstlerin. 1954 kehrte Keller nach Bern zurück, wo sie Kontakte zu Daniel Spoerri, Meret Oppenheim, Friedrich Kuhn, Peter von Wattenwyl und Leonardo Bezzola knüpfte. Im gleichen Jahr hielt sie sich mit Friedrich Kuhn und René Ed Brauchli in Sessa auf. Keller lernte 1955 Sam Francis kennen, der damals in Bern lebte und sie beeinflusste und förderte. Es folgten längere Aufenthalte in New York und London. 1962 heiratete sie den Künstler Toni Grieb und zog mit ihm in eine alte Mühle in Cudrefin im Kanton Waadt, wo sie einen botanischen Bambusgarten anlegten. Ende der 1970er-Jahre reiste Keller viel: 1976/77 zog es sie nach Persien, Afghanistan, Pakistan und Indien, 1977/78 nach Ägypten. Ab 2000 lebte Keller auch in Thusis. 2014 widmete das Schweizer Fernsehen ihr und ihrem Bambusgarten den Film Il faut cultiver son jardin in der Reihe Sternstunden Kunst.

## Werk
Lilly Keller arbeitete ab 1953 vor allem mit textilen Materialien und Techniken. Die ersten Tapisserien sind stilistisch dem Informel zugewandt und aus Stoffen genäht. Nach anfänglich eher figurativen Arbeiten wandte sie sich bald geometrischen Formen zu. 1984 entdeckt sie den Werkstoff Glas für sich und realisierte mehrere Glasskulpturen. Später kamen Polyurethan und Polyester als Materialien für raumfüllende Reliefs hinzu. Mit Andres Bosshard integrierte sie auch Klang als Element ihrer Rauminstallationen. Ab 1991 rückten zunehmend ortsspezifische Interventionen in das Zentrum ihrer Arbeit und Natur und Landschaft gewannen grosse Bedeutung.

## Ausstellungen (Auswahl)
- 1962: Biennale de la Tapisserie, Lausanne
- 1969: Phantastische Figuration, Helmhaus Zürich
- 1980: Rauminstallation in der Kunsthalle Bern
- 1987: Einzelausstellung im Kunstmuseum Bern
- 2011: Retrospektive im Kunsthaus Grenchen
- 2017/18: Bündner Kunstmuseum, Chur

## Auszeichnungen
- 1961: Louise Aeschlimann-Stiftung, Preis für Lithografie.[4]